# Підсочка
Підсо́чка — прижиттєве використання дерев для одержання живиці з хвойних, латексу з каучуконосних порід, солодкого соку з берези, клену тощо; за іншим визначенням, підсочка лісу — це регулярне нанесення спеціальних поранень на стовбур ростучого дерева з метою отримання продуктів його життєдіяльності в період вегетації.

## Впливтаксаційних характеристикна смолопродуктивністьсосновихдеревостанів

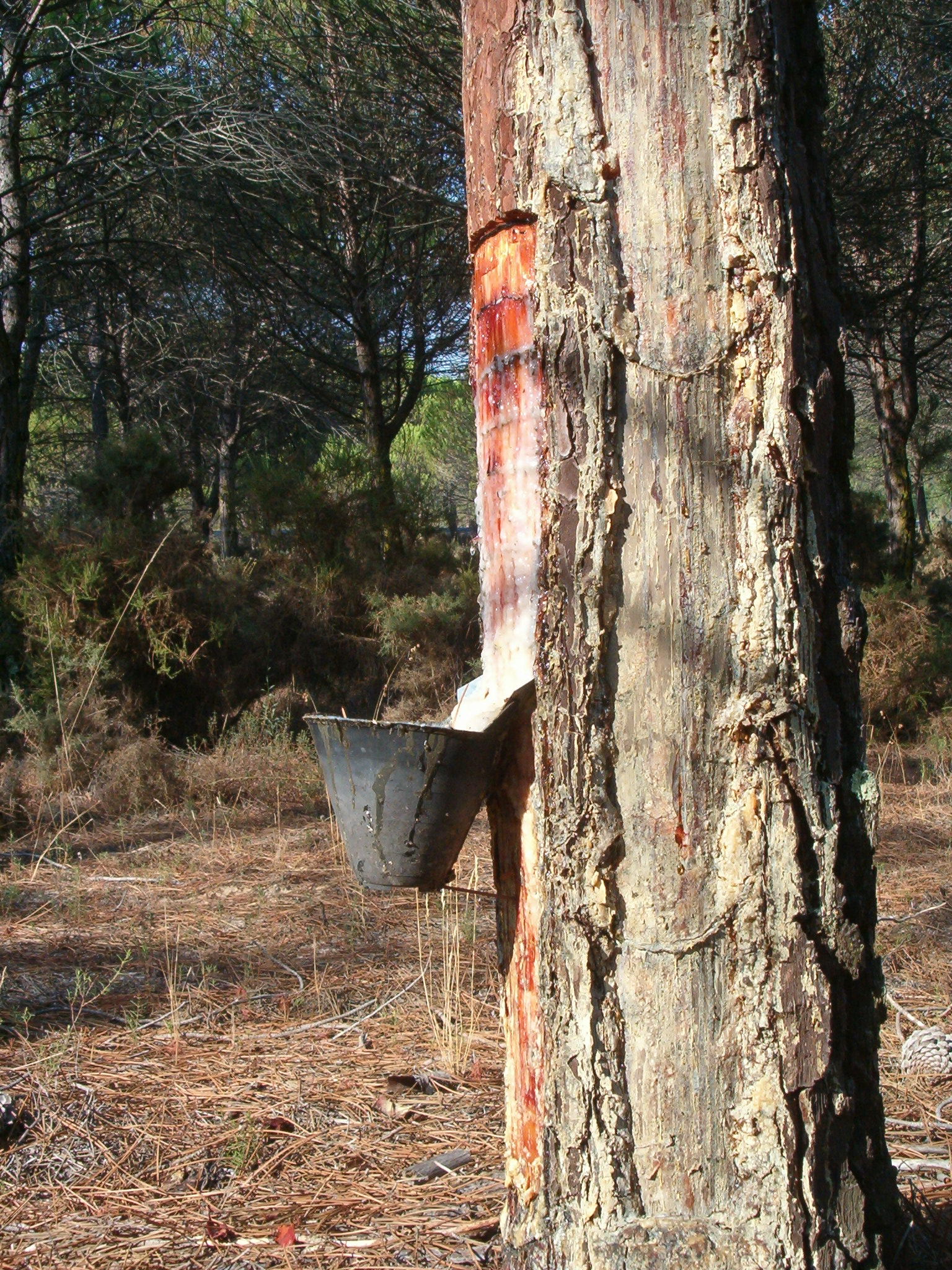
Підсочка сосни

Практикою встановлено, що чим кращі умови місцезростання, тим вища їх смолопродуктивність. На бідних сухих піщаних ґрунтах (А0-1) і на заболочених ґрунтах (сфагнові бори — А4-5) зростають низькобонітетні насадження, які характеризуються низькою смолопродуктивністю. Найбільш смолопродуктивними за типом лісорослинних умов є свіжі і вологі соснові бори (А2-3): кисличник, чорничник, брусничник і довгомошник, де є широколисті трави і підлісок. На смолопродуктивність також впливають температура та вологість. Склад насадження, підлісок і живе надґрунтове вкриття значною мірою є показниками смолопродуктивності. Чисті соснові насадження характеризуються низькою продуктивністю, а наявність підросту і підліску (липа, ліщина, клен, граб) та живого надґрунтового вкриття (папороть, широколисті трави, брусниця, чорниця) свідчить про їх високу смолопродуктивність. За відносною повнотою найбільш оптимальними є низькоповнотні (0,5-0,6) та нормальні (0,7) насадження.